# Îles Sandwich du Sud
Pour les articles homonymes, voir Îles Sandwich.
Les îles Sandwich du Sud sont un archipel  faisant partie de la Géorgie du Sud-et-les îles Sandwich du Sud, un territoire d'outre-mer du Royaume-Uni. Découvert en 1775 et 1819, il est composé de onze îles volcaniques inhabitées. L’archipel est le seul arc volcanique actif de l’océan Austral et ses eaux abritent des écosystèmes de sources hydrothermales uniques, des chaînes sous-marines et la fosse des Sandwich du Sud, profonde de 8 kilomètres.
La souveraineté de l'archipel est revendiquée par l'Argentine au profit de la province de Terre de Feu, Antarctique et Îles de l'Atlantique Sud.

## Toponymie
Les îles Sandwich du Sud sont appelées South Sandwich Islands en anglais et islas Sandwich del Sur en espagnol.
L'archipel est nommé par James Cook en l'honneur de John Montagu de Sandwich, premier Lord de l'Amirauté.

## Géographie
Les îles Sandwich du Sud sont situées à l'extrémité sud de l'océan Atlantique, entre les 25e et 28e méridiens de longitude ouest et entre les 56e et 60e parallèles de latitude sud, à 545 km à l'est-sud-est de la Géorgie du Sud méridionale (depuis l'île Zavodovski, la terre la plus septentrionale de l'archipel), à 956 km à l'est des îles Orcades du Sud (depuis l'île Thule, une des îles les plus méridionales)  et à 1 639 kilomètres à l'est-nord-est de Prime Head (en), l'extrémité nord de la péninsule Antarctique. D'origine volcanique, elles forment un arc insulaire de onze îles inhabitées s'étirant sur 390 kilomètres du nord au sud. Elles se sont formées par la subduction de la plaque des Sandwich sous la plaque sud-américaine.
L'intérieur des îles est constitué de montagnes culminant parfois à plus de 1 000 mètres d'altitude et recouvertes de glaciers à 80 %.
Les onze îles de l'archipel sont :
| Île                        | Superficie (km2) | Point culminant        | Coordonnées          |
| -------------------------- | ---------------- | ---------------------- | -------------------- |
| Îles Traversay             |                  |                        |                      |
| Île Zavodovski             | 25               | Mont Curry (550 m)     | 56° 18′ S, 27° 34′ O |
| Île Leskov                 | 0,3              | Rudder Point (190 m)   | 56° 40′ S, 28° 08′ O |
| Île Visokoi                | 35               | Mont Hodson (915 m)    | 56° 42′ S, 27° 13′ O |
| Îles Candlemas             |                  |                        |                      |
| Île Candlemas              | 14               | Mont Andromède (550 m) | 57° 05′ S, 26° 39′ O |
| Île Vindication            | 5                | Quadrant Peak (430 m)  | 57° 06′ S, 26° 47′ O |
| Îles Centrales             |                  |                        |                      |
| Île Saunders               | 40               | Mont Michael (990 m)   | 57° 48′ S, 26° 28′ O |
| Île Montagu                | 110              | Mont Belinda (1 370 m) | 58° 25′ S, 26° 23′ O |
| Île Bristol                | 46               | Mont Darnley (1 100 m) | 59° 03′ S, 26° 30′ O |
| Thule du Sud               |                  |                        |                      |
| Île Bellingshausen         | 1                | Basilisk Peak (255 m)  | 59° 25′ S, 27° 05′ O |
| Île Cook                   | 20               | Mont Harmer (1 115 m)  | 59° 26′ S, 27° 09′ O |
| Île Thule (ou île Morrell) | 14               | Mont Larsen (710 m)    | 59° 27′ S, 27° 18′ O |
| Îles Sandwich du Sud       | 310              | Mont Belinda (1 370 m) | 57° 45′ S, 26° 30′ O |

## Histoire
Les huit îles les plus méridionales des îles Sandwich du Sud sont découvertes par le navigateur britannique James Cook le 31 janvier 1775, les trois autres dans le Nord de l'archipel l'étant par le navigateur russe Fabian Gottlieb von Bellingshausen le 22 décembre 1819. Le nom du marquis de Traversay, organisateur de l'expédition, a été donné à ces dernières.
Le premier débarquement dans l'archipel est effectué en 1818 par des chasseurs de phoques.

## Faune
Les Sandwich du Sud constituent un haut lieu de la biodiversité pour les manchots et d'autres oiseaux marins menacés d’extinction. Elles hébergent près de la moitié de la population de manchots à jugulaire du monde soit 1,3 million de couples reproducteurs.  
On dénombre aussi 95 000 couples de gorfous dorés, plus de 100 000 couples de manchots Adélie et plusieurs milliers de couples de manchots papous.   
Quatre pour cent de la population mondiale de pétrels géants se reproduisent ici.    
Les manchots royaux sont l’une des attractions les plus  appréciées des touristes. Ces oiseaux, symbole de l’Antarctique, mesurent jusqu'à 95 cm et sont visibles dans la plupart des baies.